# Dolomedes aquaticus
Dolomedes aquaticus ist eine amphibisch lebende Art aus der Gattung Dolomedes innerhalb der Familie der Jagdspinnen (Pisauridae). Diese Jagdspinne ist in Neuseeland heimisch.

## Verbreitung
Dolomedes aquaticus kommt an den Schotterbänken der Flüsse Neuseelands vor. Sie lebt auf der gesamten Südinsel sowie im Südteil der Nordinsel und fehlt auf den vorgelagerten kleinen Inseln.

## Beschreibung
Weibchen von Dolomedes aquaticus erreichen Körperlängen zwischen 12,6 und 26 Millimeter, Männchen nur 7,9 bis 18 Millimeter. Der Cephalothorax ist gelbbraun gefärbt, die Region hinter den Augen abgesetzt orangebraun, außerdem ziehen sich zwei unscharf begrenzte, dunkel abgesetzte orangebraune Bänder beiderseits längs nach hinten, die weißfilzig behaart sind. Das Sternum ist dunkel orangebraun. Der Hinterleib ist hellgrau gefärbt, er trägt vorn mittig einen gelben, herzförmigen Fleck, die Seiten sind dicht weißfilzig behaart. An den Beinen sind Femur, Patella und erstes Drittel der Tibia strohfarben mit orangebraunen Gelenken, der distale Abschnitt der Tibia orangebraun, Metatarsen und Tarsen dunkel orangebraun. Metatarsen und Tarsen tragen dichte Hafthaarpolster (Scopulae). Die Art kann von den anderen neuseeländischen Dolomedes-Arten sicher genitalmorphologisch unterschieden werden. Charakteristisch ist die Form der retrolateralen Epiphyse der Tibia des männlichen Pedipalpus und die Gestalt der weiblichen Epigyne.

## Lebensweise

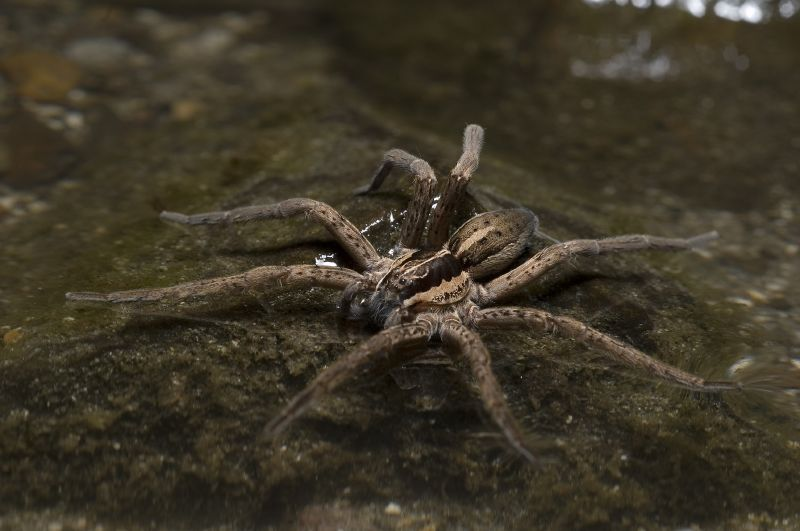
Im Wasser

Dolomedes aquaticus ist ein Habitatspezialist offener, unbewaldeter Ufer von schnell fließenden Fließgewässern mit verzweigtem Lauf. Sie lebt zwischen Geröll und Steinen in der Uferzone. Sie jagt nachts. Obwohl im Prinzip opportunistischer Jäger kleiner Arthropoden, ist ihre wichtigste Jagdstrategie das Absammeln von Tieren von der Wasseroberfläche und von schlüpfenden Imagines wasserlebender Insektengruppen wie zum Beispiel Steinfliegen und Köcherfliegen. Dabei jagt sie auch vom Ufer aus, mit den Hinterbeinen in der Ufervegetation verankert. Die Art kann Beutetiere anhand der Vibrationen der Wasseroberfläche lokalisieren. Sie versteckt sich tagsüber in Lücken unter Steinen der Uferregion. Falls sie tagsüber gestört wird, flüchtet sie über die Wasseroberfläche, oder sie versteckt sich unter Wasser, dabei ist die Körperoberfläche von einem Luftfilm überzogen. Sie kann etwa 30 Minuten lang untergetaucht bleiben.
Erwachsene Spinnen werden von September bis Mai, mit Maximum im Januar, gefunden. Weibchen tragen die befruchteten Eier in einem Eisack in den Cheliceren, beobachtet von September bis April. Die frisch geschlüpften Jungtiere werden in einem zwischen Steinen gesponnenen Schlupfwinkel von der Mutter verteidigt.
Dolomedes aquaticus ist Wirtsart der Wegwespe Sphictostethus nitidus. Diese ebenfalls in Neuseeland endemische Wegwespe lähmt verschiedene Arten von Spinnen mit ihrem Giftstachel. Sie bringt dann die Wirtstiere in eine Höhlung, wo sie ihre Eier in die Spinne legt. Die Wespenlarven entwickeln sich als Parasitoide in der Spinne und töten sie schließlich.

## Taxonomie
Die Art wurde von P. Goyen im Jahr 1888 erstbeschrieben. Die Gattung Dolomedes umfasst etwa 100 Arten und ist weltweit verbreitet. In Neuseeland leben vier Arten der Gattung. Mit einer davon, Dolomedes minor, wurde anhand genetischer Marker Hybridisierung nachgewiesen.